# Karang Anyar (Darul Makmur)
Karang Anyar is een bestuurslaag in het regentschap Nagan Raya van de provincie Atjeh, Indonesië. Karang Anyar telt 2210 inwoners (volkstelling 2010).